# Liste der Monuments historiques in Chaux-lès-Passavant
Die Liste der Monuments historiques in Chaux-lès-Passavant führt die Monuments historiques in der französischen Gemeinde Chaux-lès-Passavant auf.

## Liste der Immobilien
| Bezeichnung         | Beschreibung | Standort                  | Kennzeichnung | Schutzstatus | Datum | Bild           |
| ------------------- | --- | ------------------------- | ------------- | ------------ | ----- | -------------- |
| Abtei La Grâce-Dieu | Zisterzienserkloster, 1139 gegründet, nach der Französischen Revolution aufgelöst und 1792 als Nationalgut verkauft, zunächst als Hüttenwerk und ab 1844 erneut als Kloster genutzt; Gebäudebestand vom 12. bis zum 19. Jahrhundert | nördlich des Ortes (Lage) | PA00135330    | Inscrit      | 1995  | weitere Bilder |